# چری مردیا
چری مردیا (به انگلیسی: Cherry Mardia) (زاده ۷ می ۱۹۹۱) مدل، بازیگر هندی است.
از فیلم‌های معروف او می‌توان به بازی در فیلم تعطیلات اشاره کرد.